# Saint-Alban (Górna Garonna)
Saint-Alban – miejscowość i gmina we Francji, w regionie Oksytania, w departamencie Górna Garonna. Nazwa miejscowości pochodzi od imienia św. Albana.
Według danych na rok 1990 gminę zamieszkiwało 4417 osób, a gęstość zaludnienia wynosiła 1037 osób/km² (wśród 3020 gmin regionu Midi-Pireneje Saint-Alban plasuje się na 68 miejscu pod względem liczby ludności, natomiast pod względem powierzchni na miejscu 1552).